# Osmium
Osmium (af ὀσμή, osme, græsk for "en lugt") er det 76. grundstof i det periodiske system, og har det kemiske symbol Os: Under normale tryk- og temperaturforhold optræder dette overgangsmetal som et skinnende, let blåligt, og ekstremt tungt og hårdt metal. Osmium udgør sammen med iridium og platin de tunge platinmetaller.

## Egenskaber
Osmium har en af de højeste massefylder blandt de grundstoffer der findes i naturen, på grund af en effekt der kaldes lanthanidkontraktion: Med 22,61 gram per kubikcentimeter overgår det lige akkurat den almindeligt antagede værdi for iridium, men beregninger på krystalgitteret i disse grundstoffer kan muligvis give mere præcise oplysninger om deres massefylde, og giver værdien 22,65 g/cm³ for iridium. Indtil det afklares hvor præcis denne beregningsmetode er, kan det ikke siges med sikkerhed hvilket stof der løber med titlen som tungeste grundstof.
Metallisk osmium bevarer sit let blålige og undertiden mørke skinnende skær, selv ved høje temperaturer. Egentlige "metalstykker" er meget sværere at fremstille end osmium som metalpulver, men det pulveriserede osmium reagerer hurtigt med ilten i den atmosfæriske luft under dannelse af osmiumtetroxid (OsO4); et stærkt iltende og meget giftigt stof, hvis bleggule, vandopløselige krystaller afgiver en stærk lugt. I modsætning hertil er osmiumdioxid sort, ikke nær så flygtigt, og mindre giftigt og reaktionsvilligt end osmiumtetroxid. Osmium optræder almindeligvis med oxidationstrinene +4 og +3, men er set med trin fra +1 til +8.
Pulveriseret osmium kan absorbere store mængder brint, hvilket gør det interessant i forbindelse med fremstillingen af nikkel-metalhydrid-akkumulatorer – problemet er at osmium reagerer med kaliumhydroxid; det mest almindelige elektrolyt i sådanne batterier.
Osmiums store hårdhed kommer til udtryk i stoffets kompressibilitetsmodul, som normalt opgives til 462 GPa; hårdere end diamant, men overgået af "bundter" af nano-stænger af diamant. Dog er der en del diskussion i akademiske kredse om rigtigheden af dette tal.

## Tekniske anvendelser
På grund af stoffets flygtige og giftige oxid bruger man sjældent rent osmium, men oftere legeringer der indeholder osmium, for eksempel osmiridium: Sådanne legeringer er særdeles modstandsdygtige overfor slid som følge af hyppig brug, og bruges til en lang række formål, for eksempel i spidsen af fyldepenne, nåle i grammofoner, finmekaniske lejer, elektriske kontakter og sågar kirurgiske implantater.
Det giftige tetroxid er et vigtigt iltningsmiddel i syntetiseringen af en række kemikalier, og bruges til at påvise fingeraftryk, samt til at farve fedtholdige vævsprøver: Her binder stoffet sig til umættede, kovalente bindinger mellem atomer af kulstof på to forskellige "kæder" i fedtstof-molekylerne, og "låser" dem derved fast til hinanden. Samtidig virker stoffet farvende, hvilket udnyttes til undersøgelse af biologiske prøver i transmissions-elektronmikroskoper.
Den østrigske kemiker Auer von Welsbach udviklede i 1898 en glødelampe med glødetråd af osmium; den såkaldte "Oslamp": Den blev sat i kommerciel produktion i 1902, men efter nogle få år blev osmium erstattet, først med tantal, og siden med wolfram, som er billigere, nemmere at bearbejde, givere mere lys og holdere længere. Glødelampe-fabrikanten OSRAM, som blev startet i 1906 da tre virksomheder slog deres glødelampe-afdelinger sammen, fik sit navn fra grundstofferne OSmium og wolfRAM.

## Forekomst og udvikling
Tyrkiet har med sine 127.000 tons de største naturreserver af osmium, men Bulgarien gør sig også gældende med omkring 2500 tons. Man kan også finde osmium i form af den naturligt forekommende legering iridiosmium, i platinholdigt sand fra floder i Uralbjergene og i Nord- og Sydamerika. Dertil kan man udvinde små mængder osmium som et biprodukt fra udvindingen af blandt andet nikkel nær Sudbury i Ontario i Canada, men fordi man i forvejen har store faciliteter til udskillelsen af nikkel og de øvrige metaller, er det økonomisk rentabelt også at udvinde osmiummet.

## Historie
Osmium blev opdaget sammen med iridium i 1803 af Smithson Tennant og William Hyde Wollaston i London: De lavede forsøg med at rense naturligt forekommende platin for "fremmedstoffer" ved at opløse det i kongevand. De endte med en masse sort, uopløseligt pulver, som viste sig at indeholde "nye" grundstoffer.

## Isotoper af osmium
Naturligt forekommende osmium består af fem stabile isotoper (187Os, 188Os, 189Os, 190Os og 192Os), samt to (184Os og 186Os) der "på papiret" er radioaktive, men dog har så lange halveringstider, at strålingen fra dem ingen betydning har; de kan i praksis "betragtes" som stabile. Dertil kendes 29 radioaktive isotoper, hvoraf 194Os udmærker sig med en halveringstid på 6 år, og 185Os med 93.6 døgn. De øvrige radioisotoper har halveringstider der måles i timer eller mindre.